# Greatest Hits (Geto Boys)
Greatest Hits è una compilation del gruppo hip hop statunitense Geto Boys, pubblicata nel 2002.
| Recensione | Giudizio |
| ---------- | -------- |
| AllMusic   | [ 1 ]    |

## Tracce
1. Balls & My Word
2. Scarface
3. Mind Playin' Tricks
4. Straight Gangstaism
5. Six Feet Deep
6. World Is a Geto
7. Geto Boys & Girls
8. Let a Hoe Be a Hoe
9. It Ain't
10. Mind of a Lunatic
11. Chuckle
12. Trigga Happy Nigga
13. Crooked Officer
14. Gangsta (Put Me Down)
15. Damn It Feels Good to Be a Gangsta
16. Get Fantasy

Traccia bonus
1. The Answer to Baby (Mary II)

## Classifiche

### Classifiche settimanali
| Classifica (2002)         | Posizione massima |
| ------------------------- | ----------------- |
| US Top R&B/Hip-Hop Albums | 69                |